# El concepto de lo político
El concepto de lo político (en alemán: Der Begriff des Politischen), de Carl Schmitt, publicado originalmente en 1927 y con revisiones de 1932 y 1933, es una obra considerada como clásica dentro del pensamiento del autor, a la vez que referencia para las contemporáneas reflexiones de lo político, lo constitucional y lo jurídico.

## Contexto del momento de publicación
El contexto histórico de esta obra (aunque sus análisis no se limitan a ese contexto), es el de la ampliación de la tradición histórica constitucional alemana, que incorpora ideas anteriores del pensamiento y el constitucionalismo francés. Tal modelo constitucional heredado del siglo XIX atraviesa crisis de insuficiencia jurídica y falta de autoridad Estatal en Alemania, en tiempos de la República de Weimar, luego del fracaso de la revolución del 48.
De la misma forma, el libro es publicado pocos años después de la firma del Tratado de Versalles, en una Alemania debilitada que es obligada además a cumplir con duras sanciones económicas y de territorio. Desde la perspectiva de Schmitt, dicho tratado no estaba en condiciones de “hacer realidad un concepto político como el de «paz», lo que obligó una y otra vez a nuevos tratados”

## Nociones principales

### Delimitación del campo de lo político
Una de las primeras inquietudes del autor es encontrar aquello que define lo político, especialmente teniendo en cuenta las dificultades del uso cotidiano del término, en donde este concepto se acerca al de Estado. Esta confusión se entiende en tanto el Estado mantiene un cierto monopolio sobre lo político, pero es una definición que pierde utilidad en la medida en que éste pretende abarcar cada vez más instancias que en otro momento se hubieran considerado de interés de la Sociedad civil: Educación – Cultura – Economía. En ese sentido, no habría nada que escapara de ese ámbito político.
Para delimitar lo político, o entender cuál es su dominio, Schmitt intenta hallar una serie de distinciones que puedan servir como criterio para considerar un problema político. A modo de ejemplo, el dominio de lo moral es la distinción entre lo bueno y lo malo, así como para el dominio de lo estético  es lo bello y lo feo. En ese sentido, el criterio de lo político es la distinción entre amigo – enemigo.
La principal ventaja de entender de esta forma la política es que otorga autonomía al concepto, es decir, evita recurrir a otros criterios para la explicación de fenómenos.

### Distinción Amigo - Enemigo
En consecuencia de entender lo político desde esta perspectiva autónoma, Schmitt afirma lo siguiente

El sentido de la distinción amigo-enemigo es marcar el grado máximo de intensidad de una unión o separación, de una asociación o disociación. Y este criterio puede sostenerse tanto en la teoría como en la práctica sin necesidad de aplicar simultáneamente todas aquellas otras distinciones morales, estéticas, económicas y demás. El enemigo político no necesita ser moralmente malo, ni estéticamente feo; no hace falta que se erija en competidor económico, e incluso puede tener sus ventajas hacer negocios con él. Simplemente es el otro, el extraño, y para determinar su esencia basta con que sea existencialmente distinto y extraño en un sentido particularmente intensivo.

La tarea de determinar el criterio amigo-enemigo corresponde directamente a los implicados, quienes deben decidir en últimas si la existencia del otro constituye una amenaza para el modo de existencia propio. De la misma forma, son los implicados quienes deben determinar la acción a seguir, usualmente rechazarlo o combatirlo.
Es frecuente, y psicológicamente conveniente que se trate al enemigo como si también fuera malo y feo. Sin embargo, enfatiza Schmitt, esto no resta autonomía a la distinción amigo-enemigo sobre las demás. En sentido contrario, lo bello, lo bueno o lo rentable no son en sí mismos criterios para considerar a algo como amigo.
Schmitt suele ser ubicado como un pensador inscrito en el realismo político. En palabras del mismo autor, no es su interés indagar sobre la esperanza o la posibilidad de una situación en la que no aplique más la distinción amigo-enemigo, ni considera que deba ser visto como algo negativo el que se aplique esta distinción. Simplemente afirma que se refiere a una realidad ontológica en la que los pueblos se siguen organizando en la actualidad de acuerdo a la distinción política.

### Crítica al liberalismo

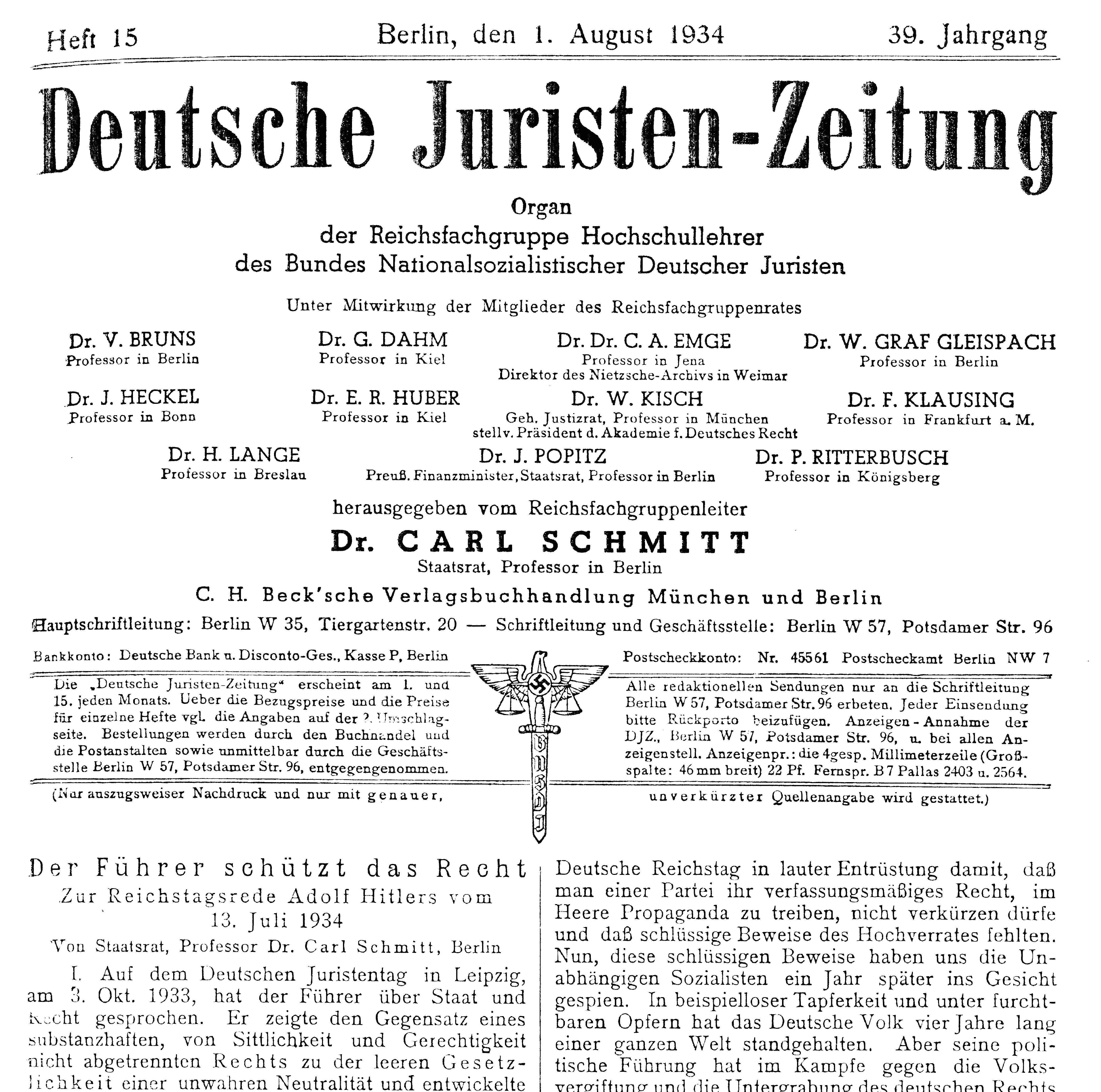
"El Líder protege el Derecho" Carl Schmitt (1934) en Deutsche Juristen-Zeitung. Importante influencia en la elevación al poder del Nazismo

El principal punto de disenso para Schmitt con el liberalismo son sus pretensiones de ser apolítico, pretensión que, según el autor, solo puede tener un sentido político, especialmente por las alianzas liberales con “las fuerzas de la democracia”. El liberalismo se conforma con presentar una crítica a las limitaciones de las instituciones estatales y eclesiásticas, lo que en realidad lo lleva a su práctica política de ataque a toda forma de poder político, sin que la crítica conduzca a una política liberal, ni a una teoría positiva del Estado. 
Para Schmitt, el afán liberal de una situación desmilitarizada y despolitizada lo lleva a ver toda limitación al libre mercado, la libre competencia o la propiedad privada como una forma de violencia, mala en sí misma. En su individualismo, no considera que el Estado pueda solicitar, en tiempos de conflicto, el sacrificio de la propia vida. En ese sentido, limita al Estado a cumplir su función de instaurar un poder de decisión efectivo que limite la posibilidad de conflictos internos.

### Concepto de Estado
Schmitt se identifica con la postura de Burckhardt , que imagina un Estado que “Tiene que poder todo lo imaginable, pero nada le debe estar permitido […] Mientras la forma del Estado se vuelve cada vez más discutible, el ámbito de su poder es cada vez más extenso”. Sin embargo, Schmitt considera un error generalizar el concepto de Estado hasta asemejarlo al de cualquier organización humana en general.
El Estado total es aquel que desconoce la existencia de algo que no pueda considerarse político desde ninguna perspectiva, es decir, aquel que incluye dentro de sí las esferas de la Educación, la Cultura o la Religión, entre otras. Schmitt presenta este concepto en contraposición la tendencia a la despolitización del siglo XIX, en la que se pretende pensar en una economía libre (apolítica).
Si bien es posible hablar de amigos y enemigos privados, la distinción sólo tiene sentido en la medida en que se refiere a una distinción de interés público. En esa medida, corresponde al Estado, como unidad política organizada, decidir como un todo sobre la distinción.

## Debate
El gran antagónico de Schmitt es su contemporáneo Leo Strauss, quien desde 1932 escribe sus críticas las cuales son retomadas por el filósofo alemán Maier Heinrich en su obra Leo Strauss y El concepto de lo político

### Entre la Filosofía y la Teología
Maier plantea que por razones políticas Schmitt mantuvo en reserva las motivaciones religiosas personales que determinaron su obra. La crítica de Strauss polemiza con Schmitt entre la Filosofía política (Razón) y la Teología política (Revelación), respectivamente.
La explicación de Maier sobre el ocultamiento de Schmitt a los fundamentos teológicos de sus teorías es que para Schmitt, el liberalismo convierte en discusiones las verdades metafísicas, pero principalmente porque su fe en la verdad revelada implica que lo político tiene el carácter de destino, en cuanto a instrumento de la providencia frente a los enemigos. Al respecto cita Maier:

El enemigo es para Schmitt el garante de la seriedad de la vida. Lo es a tal punto que Schmitt prefiere ser el enemigo de aquel que no tiene enemigos antes que no tener enemigo alguno: “Pobre de aquel que no tiene enemigos, ya que yo seré su enemigo el día del Juicio Final” 

La teología política de Schmitt, su “saber íntegro” acerca del “núcleo metafísico de toda política”, le suministra el fundamento teórico para una lucha en la que la fe sólo puede toparse con la fe. Así, la teología política se consolida al mismo tiempo como arma de Schmitt y como estrategia para desarmar al enemigo.

Entre tanto, para Strauss, lo político debe estar orientado al servicio de la filosofía.

### Conceptos retomados, retocados y no citados
Strauss también hace un seguimiento a las tres versiones (1927, 1932 y 1933) de la obra de Schmitt, El concepto de lo político, señalando los cambios conceptuales en cada una de ellas. Maier plantea que las críticas de Strauss no fueron contestadas por Schmitt, sin embargo éste las incorporó en sus nuevas versiones, presentándolas como ideas propias.
Según Maier, la crítica que Schmitt hace del liberalismo, es criticada por Strauss, en tanto la oposición amigo – enemigo, para definir lo político, no es un concepto autónomo ni de dominio con relación a otras oposiciones elementales en la ideología liberal (lo estético, lo moral, lo económico). Strauss concluye sus argumentaciones con la frase: “Lo político es lo decisivo”. Schmitt incorpora esta claridad en su publicación de 1933 así:

Por lo tanto mientras exista, la unidad política es siempre la unidad decisiva, total y soberana. Es “total”, en primer lugar, porque todo asunto puede ser potencialmente político y, en consecuencia, puede ser afectado por la decisión política; y, en segundo lugar, porque la participación política abarca al hombre en forma total y existencial. La política es el destino.

Más adelante Maier señala que Schmitt no cita a Maquiavelo cuando usa un ejemplo histórico para explicar el concepto del punto culminante de la gran política.
También el concepto de  “El estado de naturaleza” de Hobbes es presentado por Schmitt como el verdadero estado político del hombre, determinado por la oposición latente. Al respecto dice Maier, con relación a las críticas de Strauss: “difícilmente pueda afirmarse que Schmitt esté respondiendo a los argumentos de Strauss. En este caso, es manifiesto que pura y simplemente se apropia de ellos”
Según Strauss, el concepto de Hobbes sobre “Sociedad cooperativa de consumo y producción” es utilizado por Schmitt como “Sociedad cooperativa de consumo y de cultura” sin hacer referencia a Hobbes.